# 東郷町 (宮崎県)

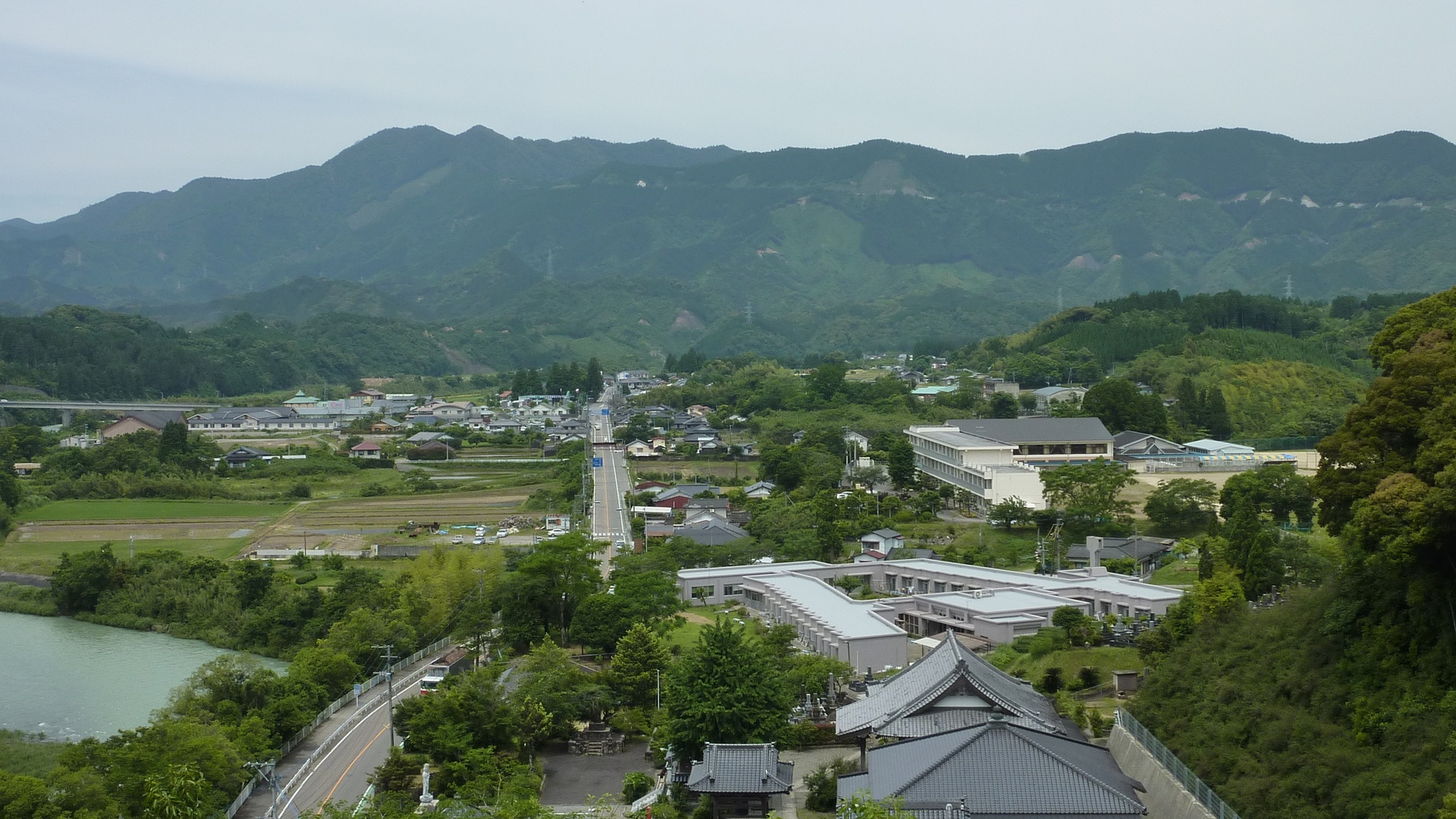
道の駅とうごう周辺

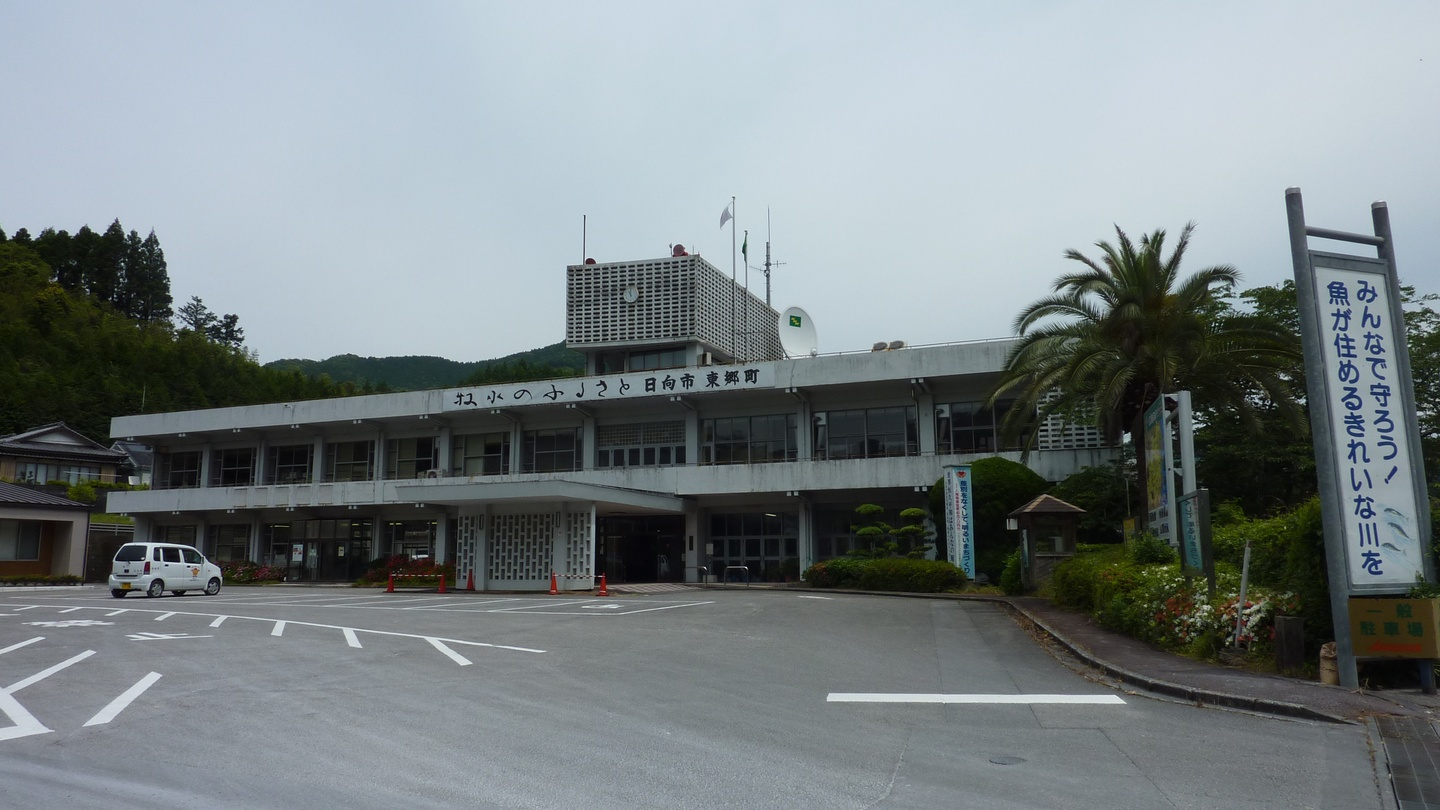
東郷町地域自治センター（旧東郷町役場）

東郷町（とうごうちょう）は、宮崎県の北部にある日向市西部から南部にかけての地域である。歌人若山牧水の生誕地。
旧東臼杵郡東郷町で、2006年（平成18年）2月25日、日向市へ編入され、地域自治区となる。

## 地理
宮崎県の北部内陸部、日向市街地の西部に位置する。
- 山：尾鈴山
- 川：小丸川、耳川

## 歴史
- 1889年5月1日 - 町村制施行に伴い東臼杵郡山陰村、坪谷村、下三ケ村、八重原迫野内村が合併し東郷村が発足。
- 1969年4月1日 - 東郷村が町制施行。東郷町となる。
- 1999年 - 道の駅とうごうを開設。
- 2006年2月25日 - 日向市に編入され、同時に日向市の地域自治区となる。設置期間は6年間（2012年2月24日まで）の予定。

## 旧・東郷町政
- 町長：小林理教

### 交流自治体

#### 国内
- 北海道中川郡幕別町
- 愛知県愛知郡東郷町
- 沖縄県宜野湾市

## 産業
- 特産品：牧水そば

## 地域

### 地区名
寺迫区寺迫、山ノ口、落鹿、中尾、吉牟田、庭田、長崎
福瀬区中野原一、中野原二、中野原三、出口、上村二、上村一、下村、上村三、鵜戸木、日田尾、広瀬、鳥川、中野原住宅
小野田区大谷、小野田二、小野田一、又江野下一、又江野下二、又江野中、又江野上、小野田区住宅、牧水園
鶴野内区前田、中水流、下村、山内、中山、大工野、沢潟、鈴峰園、鶴野内区住宅
迫野内区地内、東下、東上、西谷、鹿瀬
八重原区八重原下、八重原中、八重原上
田野区田野、蕨野、稲葉野
羽坂区硯野、羽坂、沖之水流、井尻、小長野、深瀬、日ケ道、樋田
仲深区下仲瀬、久居原、下水流、深谷、野々崎
坪谷区東石原、西石原、本村、赤井笠、上野原、仲崎、多武ノ木、一谷原、市谷川崎、瀬平
越表区中水流、田口ハツ山、児洗、一松露、下渡川

## 交通

### 空港
- 最寄り空港は宮崎空港。

### 鉄道
町内を鉄道は通っていない。最寄り鉄道駅は日豊本線日向市駅、美々津駅、南日向駅

### バス路線

#### 一般路線バス
- 宮崎交通：椎葉・神門・池野線[2]
  - 日向市（イオンタウン日向） - 東郷町 - 美郷町西郷区 - 諸塚村 - 椎葉村
  - 日向市（ロックタウン日向） - 東郷町 - 美郷町南郷区

### 道路

#### 高速道路
最寄りのICは東九州自動車道日向IC。日向市編入後の2010年12月に開通した。

#### 一般国道
- 国道327号（町内全域で国道503号が重複）
- 国道446号
  - 道の駅：道の駅とうごう（国道327号・446号分岐点に設置）

## 施設
- 教育
  - 東郷中学校 - 東郷町山陰辛31-1
  - 東郷小学校 - 東郷町山陰辛961
  - 坪谷小学校 - 東郷町山陰戊704
  - 寺迫小学校 - 東郷町山陰甲347
- 福祉
  - 坪谷幼稚園 - 東郷町坪谷154
  - 東郷幼稚園 - 東郷町山陰丙1519-1
  - 寺迫幼稚園 - 東郷町山陰甲343-1
- 警察
  - 日向警察署坪谷駐在所 - 東郷町坪谷115
  - 日向警察署東郷駐在所 - 東郷町山陰丙1464
- 郵便
  - 日本郵便株式会社坪谷郵便局 - 東郷町坪谷442
  - 日本郵便株式会社山陰郵便局 - 東郷町山陰丙1458-2
- おもな公園
  - 牧水公園 - 東郷町坪谷1267
  - 西城公園 - 東郷町山陰六地蔵
  - 日向市東郷グラウンド - 東郷町山陰丙1390
- その他・官公庁
  - 若山牧水記念文学館 - 東郷町坪谷1271
  - 農林水産省林野庁九州森林管理局宮崎北部森林管理署東郷森林事務所 - 東郷町山陰丙1486-8
  - 宮崎県企業局北部管理事務所 - 東郷町山陰乙1121
  - 宮崎県東臼杵南部農業改良普及センター - 東郷町山陰辛256-2

## おもな店舗
- ディスカウントストア・量販店
  - コメリハードアンドグリーン 宮崎東郷店 - 東郷町山陰辛99番地1
- コンビニエンスストア
  - ファミリーマート日向東郷やまげ - 東郷町山陰丙1639番7[3]

## 名所・旧跡・観光スポット・祭事・催事
- 牧水公園
- 観音滝
- 牧水生家
- 若山牧水記念文学館
- 牧水祭：9月17日

## 東郷町出身の有名人
- 若山牧水（歌人）
- 高森文夫（詩人・元東郷町長）